# Guadalcanal (Sevilla)
Guadalcanal is een gemeente in de Spaanse provincie Sevilla in de regio Andalusië met een oppervlakte van 275 km². In 2007 telde Guadalcanal 2994 inwoners.
Een Spaanse vloot onder leiding van Alvaro de Mendaña de Neira ontdekte in de Stille Oceaan het eiland Guadalcanal in 1568. Pedro de Ortega, een ondergeschikte van Mendana die in Guadalcanal was geboren, vernoemde het eiland naar zijn geboorteplaats.

## Geboren
- Vicente Amigo (1967), flamencogitarist